# Зотов Володимир Володимирович
Володимир Володимирович Зотов (нар. 25 березня 1907, Запоріжжя — пом. 13 липня 1982, Одеса) — радянський вчений в області селекції і імунітету винограду. Доктор біологічних наук з 1967 року.

## Біографія
Народився 25 березня 1907 року в Запоріжжі. 1930 року закінчив Одеський сільськогосподарський інститут. У 1930—1961 роках — на науково-дослідній і керівній роботі. У 1961—1982 роках — старший науковий співробітник, завідувач лабораторією імунітету, завідувач лабораторією фізіології, консультант Українського науково-дослідного інституту виноградарства і виноробства імені В. Є. Таїрова.
Помер в Одесі 13 липня 1982 року.

## Наукова діяльність
Основні наукових праці присвячені питанням виведення сортів винограду, клоновій селекції, мілдью і філоксеростійкості винограду. За його безпосередньої участі виведені сорти винограду Бастардо магарацький, Рубіновий Магарача, Ранній Магарача, Папоновський. Розробив метод визначення філоксеростійкості винограду за характером ураження листя, що дозволяє прискорити селекційний процес при виведенні високоякісних сортів, стійких до філоксери. Виконав ряд теоретичних розробок по імунітету винограду. Встановив, що в тканинах філоксеростійких сортів при ураженні філоксерою розвивається синтетичний напрямок обміну речовин, в тканинах нестійких сортів переважають процеси гідролітичного напрямкиу. Автор близько 100 наукових робіт, опублікованих в СРСР і за кордоном. Серед робіт:
- Выведение филлоксероустойчивых клонов европейских сортов винограда. — Симферополь, 1946;
- Защита винограда от вредителей и болезней. Новые исследования по филлоксероустойчивости и пятнистому некрозу винограда. — Киев, 1964 (у співавторстві);
- Виноград на стенах домов. — 5-е изд. — Одесса, 1971.